# Pardosa sibiniformis
Pardosa sibiniformis este o specie de păianjeni din genul Pardosa, familia Lycosidae, descrisă de Tang, Urita și Song, 1995. Conform Catalogue of Life specia Pardosa sibiniformis nu are subspecii cunoscute.